# 500 г. пр.н.е.

## Събития

### В Азия

#### В Персийската империя
- Цар на Персийската (Ахеменидска) империя e Дарий I (522 – 486 г. пр.н.е.).[1]
- Група аристократи, изгнаници от Наксос, се обръщат за помощ към тирана на Милет, който е и персийски васал. Аристагор не е в състояние сам да осигури необходимите сили за атака на Наксос и се обръща към персите.[2]
- Със съгласието на сатрапа на Лидия Артаферн и с позволението на цар Дарий е изработен план за нападение, събрана е голяма войска и флот от 200 триреми. За командващ е назначен Мегабат, който е братовчед на Дарий и Артаферн. Началото на самата експедиция е през следващата 499 г. пр.н.е.[2]

### В Европа

#### В Гърция
- В Гърция се провеждат 70-тe Олимпийски игри:
  - Победител в дисциплината бягане на разстояние един стадий става Никасий от Опунт.[3]
- Смирус е архонт в Атина (500/499 г. пр.н.е.).

#### В Римската република
- Консули (500/499 г.пр.н.е.) са Сервий Сулпиций Камерин Корнут и Маний Тулий Лонг.
- Към тази година контролираната от Рим територия достига около 822 квадратни километра, което прави градът най-значим сред латинските градове-държави. Следващи по значимост са Тибур с 351 km², Пренесте с 263 km², Ардеа със 199 km², Ланувиум с 84 km² и т.н.[4]

## Родени
- Анаксагор, древногръцки, предсократически философ (умрял ок. 428 г. пр.н.е.)
- Фидий, древногръцки скулптор и архитект (умрял ок. 430 г. пр.н.е.)